# アリールアルコールオキシダーゼ
アリールアルコールオキシダーゼ（aryl-alcohol oxidase）は、次の化学反応を触媒する酸化還元酵素である。
芳香族一級アルコール + O2 {\displaystyle \rightleftharpoons } 芳香族アルデヒド + H2O2
反応式の通り、この酵素の基質は芳香族一級アルコールと酸素、生成物は芳香族アルデヒドと過酸化水素である。
組織名はaryl-alcohol:oxygen oxidoreductaseで、別名にveratryl alcohol oxidase, arom. alcohol oxidaseがある。